# Aermacchi M-346
Aermacchi M-346 — сучасний італійський навчально-бойовий літак (НБЛ). Спочатку розроблявся спільно російської ОКБ ім. А. С. Яковлєва та італійською L'Alenia Aermacchi. Через розбіжності з італійським партнером спільна розробка на завершальному етапі припинилася. Кожна з компаній отримала документацію на базову версію майбутнього літака (планер), після чого випустили власні варіанти літаків. Aermacchi побудували НБЛ M-346, а ОКБ ім Яковлєва УТЛ Як-130. За L'Alenia Aermacchi залишилися права на дистрибуцію і маркетинг літака у всьому світі за винятком СНД (включаючи Росію).
Після побудови двох прототипів третій передсерійний зразок M-346 LRIP00 піднявся в повітря з аеродрому Венегоно в понеділок, 7 липня 2008. Був представлений на міжнародному авіасалоні у Фарнборо у липні 2008.
Застосування в його конструкції композитних матеріалів і титану, дозволило зменшити масу на 700 кг порівняно з вихідним прототипом, що поліпшило характеристики апарату.
Літак призначений для поглибленої льотної підготовки пілотів і здатний розвивати швидкість до 1060 км / год. На M-346 встановлено два турбореактивних двигуна Honeywell F124-GA-200. До складу обладнання літака входять три кольорових дисплея в кабіні пілотів, комплект БРЕО Alenia Difesa, катапультоване крісло Martin Baker / SICAMB: Mk.16. У бойовій версії здатний нести навантаження масою до 3000 кг на 9 вузлах підвіски.

## Призначення
Літак M.346 планується використовувати в ролі навчально-тренувального літака для пілотів-винищувачів ВПС і в ролі легкого ударного літака. Літаком планується замінити НТЛ M.339, Hawk і Alpha Jet. Хоча літак і схожий на Як-130, проте це повністю новий літак з орієнтованим на Захід обладнанням.

## Аварії
18 листопада 2011 прототип, який брав участь в показі на «Дубаї Ейршоу», розбився після відльоту з Дубаї в Італію.

## Оператори
- Туркменістан
- Італія — в 2009 був підписаний контракт на постачання 6 літаків М-346 «Майстер» на загальну суму $ 220 млн. Контракт також включає опціон на покупку ще 9 літаків. У листопаді 2011 М-346 був прийнятий на озброєння ВПС Італії. Всього Італія має 18 літаків станом на 2018 рік.[1]
- Нігерія — в березні 2021 року стало відомо, що Нігерія замовила для національних повітряних сил 24 літаки Leonardo M-346. Перші шість бортів будуть передані того ж року. У якій саме версії будуть нові літаки не відомо, проте з огляду на виклики з якими зараз зіштовхнулась Нігерія, вона може придбати їх в ударній версії M-346LFFA[2].
- Сінгапур — в липні 2010 був підписаний контракт на постачання 12 літаків M-346 «Майстер» на суму близько $ 500 млн.
- Ізраїль — у лютому 2012 ВПС Ізраїлю замовило 30 літаків M-346 «Майстер» на загальну суму близько $ 1,0 млрд. Очікується, що перші літаки будуть поставлені в 2014.
- Польща — замовлення 8 літаків та тренажерів[джерело?]. В травні 2021 року стало відомо, що компанія Leonardo декларує намір подати заявку на продаж легкого бойового літака M-346FA (модифікація навчального M-346) для заміни польського флоту з майже 30 літаків Су-22М4 часів Варшавського договору, що експлуатуються з 1985 року[3].